# TMEM95
TMEM95 (англ. Transmembrane protein 95) – білок, який кодується однойменним геном, розташованим у людей на 17-й хромосомі. Довжина поліпептидного ланцюга білка становить 176 амінокислот, а молекулярна маса — 19 597.
| 10         |  | 20         |  | 30         |  | 40         |  | 50         |
| ---------- |  | ---------- |  | ---------- |  | ---------- |  | ---------- |
| MWRLALGGVF |  | LAAAQACVFC |  | RLPAHDLSGR |  | LARLCSQMEA |  | RQKECGASPD |
| FSAFALDEVS |  | MNKVTEKTHR |  | VLRVMEIKEA |  | VSSLPSYWSW |  | LRKTKLPEYT |
| REALCPPACR |  | GSTTLYNCST |  | CKGTEVSCWP |  | RKRCFPGSQD |  | LWEAKILLLS |
| IFGAFLLLGV |  | LSLLVESHHL |  | QAKSGL     |  |            |  |            |

A: Аланін

C: Цистеїн

D: Аспарагінова кислота

E: Глутамінова кислота

F: Фенілаланін

G: Гліцин

H: Гістидин

I: Ізолейцин

K: Лізин

L: Лейцин

M: Метіонін

N: Аспарагін

P: Пролін

Q: Глутамін

R: Аргінін

S: Серин

T: Треонін

V: Валін

W: Триптофан

Задіяний у такому біологічному процесі, як альтернативний сплайсинг. 
Локалізований у мембрані.